# Ridazolol
Ridazolol je antagonist beta adrenerginskog receptora.